# Azur (satellite)
Pour les articles homonymes, voir Azur.
Azur, également appelé GRS-A (sigle de German Research Satellite-A), est le premier satellite artificiel réalisé par l'Allemagne. Ce satellite scientifique  est lancé le 8 novembre 1969 par une fusée américaine Scout depuis la base de lancement de Vandenberg. Azur est un satellite de 72,6 kg qui embarque 7 instruments chargés d'analyser les interactions entre le  vent solaire et le champ magnétique terrestre dans les ceintures de Van Allen. Le satellite est victime d'une défaillance de son enregistreur sur bande magnétique 5 semaines après le lancement et le 29 juin 1970 le contact est perdu pour des raisons inconnues. Néanmoins le projet qui a permis de récupérer 85 à 90 % des données attendues est considéré comme un succès. Le développement du satellite réalisé avec l'assistance de la NASA permet à l'industrie et à la recherche allemande de faire ses premiers pas dans le domaine spatial. Elle pose les jalons d'une coopération spatiale durable entre l'Allemagne et les États-Unis qui débouchera quelques années plus tard sur la réalisation des sondes spatiales Helios.

## Contexte
Le projet est lancé par la signature d'un accord le 17 juillet 1965 entre l'agence spatiale américaine, la NASA, et le ministère de la recherche de l'Allemagne de l'Ouest pour développer un programme spatial en coopération. La NASA finance le lanceur et fournit son assistance pour la mise au point du satellite en particulier l'électronique embarquée. Les moyens de lancement et de suivi sont également fournis par l'agence spatiale américaine. La construction du satellite est assurée par Bölkow avec la participation d'autres entreprises allemandes. Les sept instruments sont sélectionnés après appel d'offres parmi 100 expériences proposées par différents organismes de recherche et universités allemands

## Objectifs
Les objectifs poursuivis par la mission spatiale sont les suivants :
- déterminer le spectre énergétique des protons et des électrons piégés dans les ceintures magnétiques terrestres ;
- mesurer les flux d'électrons ayant une énergie supérieure à 40 keV et dont la trajectoire est parallèle, à l'opposé et perpendiculaire aux lignes de force du champ magnétique au-dessus des zones aurorales et mesurer les émissions optiques associées ;
- mesurer les protons solaires lors des éruptions solaires.

## Déroulement de la mission
Azur est lancé le 8 novembre 1969 par une fusée américaine Scout depuis la base de lancement de Vandenberg. Il est placé sur une orbite polaire (inclinaison 102,9°) fortement elliptique de 391 × 3 228 km qu'il parcourt en 233,7 minutes. Environ 24 heures après le lancement, le système de commande du satellite donne des signes d'instabilité qui se développent et persistent durant tout le reste de la mission. Le 8 décembre 1969, l'enregistreur sur bande magnétique tombe en panne. Peu avant cette date, les responsables de projet avaient annoncé que 85-90 % des données attendues avaient pu être obtenues. Le 29 juin, pour des raisons inconnues tout contact avec le satellite est perdu,.

## Caractéristiques du satellite
Le satellite d'une masse de 72,6 kg a la forme d'un cylindre long de 1,15 mètre pour 66,2 cm de diamètre, terminé à une extrémité par un cône. Le satellite est aligné avec le champ magnétique local. La charge utile, d'une masse totale de 17 kg, comprend sept instruments :
- un magnétomètre fluxgate composé de deux capteurs distincts est utilisé à la fois pour déterminer l'orientation du satellite et mesurer le champ magnétique transverse. Il est installé perpendiculairement au champ magnétique local. Pour l'écarter de l'influence des champs magnétiques générés par le satellite, il est placé au bout d'une perche de 80 cm. Les mesures sont effectuées toutes les 125 millisecondes avec une résolution de 4,8 nT[5] ;
- deux télescopes à protons et à noyaux alpha sont installés respectivement à 45° et perpendiculairement au champ magnétique local. Les télescopes sont chargés de détecter les protons et noyaux alpha piégés dans les ceintures magnétiques entourant la Terre. Chaque télescope a un cône d'ouverture de 31° et comporte 7 détecteurs permettant de ventiler les protons incidents selon leur énergie (1,5  à   2,7 MeV, 2,7  à   5,2 MeV, 5,2  à   10,4 MeV, 10,4  à   22 MeV, 22  à   49 MeV) et de décompter les noyaux alpha ayant une énergie comprise entre 49  et   104 MeV[6] ;
- un télescope à protons utilisé pour détecter les protons d'origine solaire et ceux piégés dans les ceintures magnétiques. L'ouverture du détecteur est de 20,4° et les détecteurs permettent de différencier les protons ayant une énergie comprise entre 0,25 et 1,65, 0,25 et 12,5, 0,5 et 1,65, 1,0 et 1,65, et 1,65 et 13,5 MeV ainsi que les noyaux alpha dont l'énergie est comprise entre 2,0  et   6,4 MeV[7] ;
- deux détecteurs de protons et électrons omnidirectionnels destinés à mesurer les protons et électrons d'origine solaire piégés dans le champ magnétique mais également en combinaison avec d'autres expériences à mesurer la distribution angulaire des protons ayant une énergie supérieure à 20 MeV. L'un des détecteurs est sensible aux électrons ayant une énergie (E) supérieure à 1,5 MeV et les protons avec E > 20 MeV. Le deuxième détecteur mesure les électrons avec E > 40 MeV et les protons avec E compris entre 40  et   72 MeV[8] ;
- quatre compteurs Geiger à électrons utilisés pour détecter les électrons émis par les éruptions solaires. Les détecteurs sont placés parallèlement et perpendiculaires aux lignes de force du champ magnétique et permettent de détecter les électrons ayant une énergie supérieure à 40 keV et les protons ayant une énergie supérieure à 0,7 MeV[9] ;
- deux compteurs Geiger Mueller à protons omnidirectionnels utilisés pour détecter les protons en particulier à la suite d'éruptions solaires. Les compteurs montés au sommet du satellite, perpendiculaires l'un à l'autre, sont conçus pour mesurer les protons ayant une énergie comprise supérieure à  30 MeV et 12 MeV mais également les électrons ayant une énergie supérieure à 3,2 MeV et 0,7 MeV[10] ;
- trois photomètres utilisés pour mesurer l'intensité des émissions aurorales[11].